# Enotna Lista
Enotna Lista (en esloveno, 'Lista Unidad', en alemán, Einheitsliste) también conocido por sus siglas, EL, es un partido político que tiende a representar a la minoría eslovena en Carintial, Austria. Fue fundado en 1991, sustituyendo al Club de consejeros locales eslovenos (en esloveno, Klub slovenskih občinskih svetnikov, en alemán Klub der slowenischen Gemeinderäte).
El actual líder de EL es Vladimir Smrtnik.

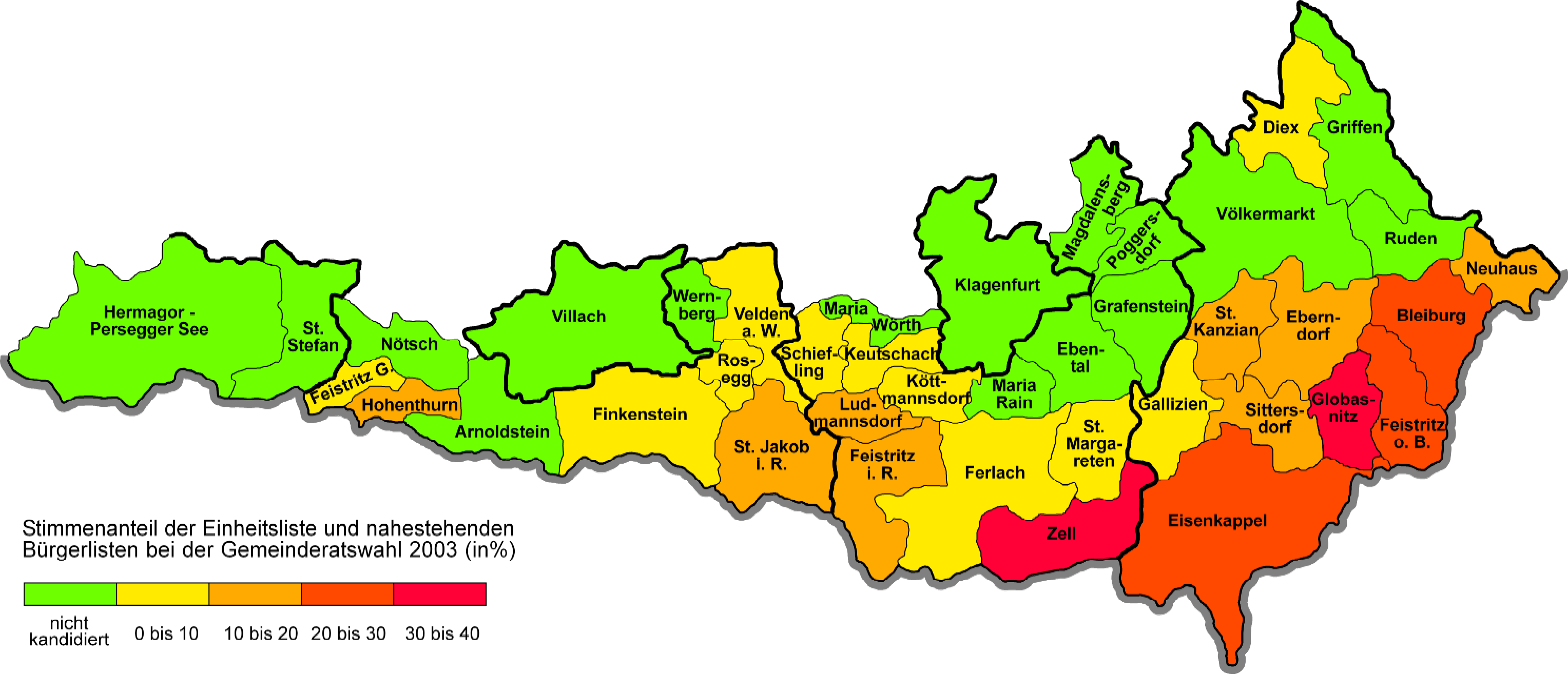
Resultado de las elecciones locales para Enotna Lista en 2003.

Es un partido miembro de la Alianza Libre Europea.